# Nemila
Nemila (en cyrillique : Немила) est une localité de Bosnie-Herzégovine. Elle est située sur le territoire de la ville de Zenica, dans le canton de Zenica-Doboj et dans la fédération de Bosnie-et-Herzégovine. Selon les premiers résultats du recensement bosnien de 2013, elle compte 2 596 habitants.

## Géographie
La localité est située à la confluence de la Orahovička rijeka, de la Nemilska rijeka et de la Bosna (un affluent de la Save).

## Démographie

### Évolution historique de la population dans la localité
| 1948 | 1953 | 1961 | 1971 | 1981 | 1991  | 2013  |
| ---- | ---- | ---- | ---- | ---- | ----- | ----- |
| -    | -    | 634  | 899  | 935  | 2 505 | 2 596 |

|  |